# Szuhafő
Szuhafő is een plaats (község) en gemeente in het Hongaarse comitaat Borsod-Abaúj-Zemplén. Szuhafő telt 194 inwoners (2001).